# Équipe d'Angola masculine de handball
Maillots
Dernière mise à jour : 26 janvier 2024.
L'équipe d'Angola masculine de handball est la sélection nationale représentant l'Angola dans les compétitions internationales de handball masculin.
La sélection est médaillée de bronze aux Championnats d'Afrique 2004 et 2016.
Les Angolais sont aussi médaillés d'argent des Jeux africains de 2011 et de 2015.

## Palmarès

### Championnats du monde
- 2005 : 20e place
- 2007 : 21e place
- 2009 : Non qualifiée
- 2011 : Non qualifiée
- 2013 : Non qualifiée
- 2015 : Non qualifiée
- 2017 : 24e place
- / 2019 : 23e place
- 2021 : 30e place

### Jeux africains
- 2011 :  Vice-champion
- 2015 :  Vice-champion
- 2019 :  Vainqueur

### Championnat d'Afrique
- 1981 : 5e place
- 1983 : Non qualifiée
- 1985 : 5e place
- 1987 : 5e place
- 1989 : 4e place
- 1991 : Non qualifiée
- 1992 : Non qualifiée
- 1994 : Non qualifiée
- 1996 : Non qualifiée
- 1998 : 8e place
- 2000 : Non qualifiée
- 2002 : 6e place
- 2004 :  3e place
- 2006 : 4e place
- 2008 : 4e place
- 2010 : 5e place
- 2012 : 6e place
- 2014 : 4e place
- 2016 :  3e place
- 2018 :  3e place
- 2020 : 4e place
- 2022 : 8e place
- 2024 : 8e place

## Confrontations contre la France
| Rencontres | Victoires | Nuls | Défaites | Buts pour | Buts contre | Différence |
| ---------- | --------- | ---- | -------- | --------- | ----------- | ---------- |
| 1          | 1         | 0    | 0        | 40        | 18          | +22        |